# Sr. Immortal
Sr. Immortal (Craig Hollis) es un superhéroe ficticio que aparece en los cómics estadounidenses publicados por Marvel Comics. Es el líder de los Vengadores de los Grandes Lagos.
El personaje hizo su debut de acción en vivo en la serie de televisión de Marvel Cinematic Universe She-Hulk: Attorney at Law (2022), interpretado por David Pasquesi.

## Historial de publicaciones
Creado por John Byrne, apareció por primera vez en The West Coast Avengers #46 (julio de 1989).

## Biografía ficticia

### Origen
La entidad cósmica Deathurge se le apareció por primera vez a Craig poco después de su nacimiento y la muerte de su madre, quien le hizo prometer a Deathurge que cuidaría muy bien de Craig. Craig llamaría a Deathurge, "D'urge", y los dos se convirtieron en los mejores amigos. Su padre creía que Deathurge era un amigo imaginario, incluso después de las numerosas incursiones de Craig en comportamientos aparentemente peligrosos, como jugar en el tráfico, a lo que Deathurge instó, lo que Craig le explicaría a su padre diciendo: "Solo jugando con D, animo, papi". En el octavo cumpleaños de Craig, Deathurge incitó a Craig a prender fuego a su casa y luego se escondió debajo de ella mientras se quemaba, un evento que mató a su padre. Deathurge dejó de visitar a Craig después, y Craig se mudó a un nuevo hogar. Su padre adoptivo, el Sr. O'Doughan, era un hombre abusivo, aunque Craig se hizo cercano a su hermana adoptiva, Terri, los dos finalmente se enamoraron cuando eran adultos. Esto terminó con el suicidio de Terri, lo que provocó el regreso de Deathurge. Craig, afligido por el dolor, le rogó a Deathurge que lo llevara a él y a Terri, pero Deathurge se negó y partió nuevamente. Craig intentó el primero de varios intentos de suicidio saltando de un edificio, solo para descubrir con este y otros intentos posteriores utilizando otros métodos, que no podía morir.

### Vengadores de los Grandes Lagos
Con esta habilidad, toma el nombre en clave de Sr. Immortal. En su primera salida como superhéroe, tratando de frustrar un robo a un banco, el Sr. Immortal recibe un disparo y lo dan por muerto. Decide que formar un equipo le permitirá aplicar sus habilidades de manera más útil. Después de colocar un anuncio, funda los Vengadores de los Grandes Lagos, una rama regional de los Vengadores con sede en Milwaukee, Wisconsin, con el Sr. Immortal como líder. Sus otros miembros fundadores incluyen a Flatman, Doorman, Big Bertha, Dinah Soar y Leather Boy. Aunque tiene ataques de ira al recuperar la conciencia después de lesiones fatales, su compañera de equipo y, a veces, su amante Dinah Soar pueden pronunciar vocalizaciones que pueden calmarlo. Debido a su inmortalidad, a menudo se involucra en acrobacias que ponen en peligro la vida e invariablemente está dispuesto a asumir los aspectos más mortíferos de las misiones, lo que hace descaradamente, en un momento burlándose de un pistolero armado diciendo: "Todos ustedes me están amenazando con la muerte. "¡Y morir es lo que mejor hago!" También es causa de depresión, en particular en ocasiones cuando muere alguien cercano.
El equipo se encuentra por primera vez con los Vengadores cuando son atraídos al Edificio Germania por Ojo de Halcón y Pájaro Burlón, quienes se convierten en sus mentores. Ayudaron a Ojo de Halcón y los Vengadores de la Costa Oeste contra "Eso que perdura". También ayudaron a Pájaro Burlón en una acción de retención contra Terminus. Después de ayudar a los Thunderbolts contra el villano Gravitón el equipo se enfrenta al mercenario Deadpool. Cuando no están luchando contra el crimen, pasan su tiempo jugando a las cartas.
Durante ese tiempo, el Sr. Immortal desarrollaría una relación amorosa con su compañera de equipo, Dinah Soar, ya que él también era el único que podía entender su idioma. Se revela que son almas gemelas, y él era su amor eterno, ya que ella misma también poseía un grado de inmortalidad. En la historia de "Avengers Disassembled" de 2004, Craig estuvo a punto de dejar el equipo, pero cambió de opinión al final de esa historia. En su siguiente salida contra Maelstrom, Dinah Soar es asesinada y Deathurge parece llevársela al más allá, poniendo fin realmente a su antigua "amistad" y al Sr. Inmortal. Sr. Immortal volvería a encontrarse con Deathurge en el funeral de Dinah Soar, donde Deathurge expresó su pesar, demostrando que realmente había llegado a amar a Sr. Immortal como a un hijo. El Sr. Immortal, sin embargo, está enfurecido con Deathurge, después de haberle quitado todo lo que al Sr. Immortal le había importado, y ataca a Deathurge, sin éxito. Craig luego cae en una profunda depresión, se emborracha repetidamente y se suicida dentro de la sede de GLA mientras usa un "disfraz" de Dinah Soar, mientras los demás observan. Más tarde es asesinado por Leather Boy, quien se infiltró en la sede del equipo disfrazado de Doctor Doom y mató a Monkey Joe, el compañero de Chica Ardilla.
Sr. Immortal puede devolverle el favor cuando Deathurge parece llevarse a Monkey Joe al más allá en forma de ardilla, dejándolo en un estado vulnerable. Deathurge luego le reveló al Sr. Immortal cuál era su destino: sobrevivir a todos como el único inmortal verdadero, y luego aprender el gran secreto que se revelará al final de las cosas, además de revelar que el Sr. Immortal no es ni Homo sapiens ni homo superior, sino homo supremo: un ser que ha evolucionado más allá de la muerte misma, convirtiéndolo en el ser humano supremo. Deathurge, al llevarse a algunos de sus seres queridos, trató de preparar al Sr. Immortal para que realmente pudiera vivir para ese destino, pero esto se ve comprometido por el supervillano Maelstrom, que amenaza con destruir todo el universo. Esto le da al Sr. Immortal un nuevo incentivo para vivir, y se propone detener a Maelstrom y salvar el universo. El GLA se enfrenta a Maelstrom, quien en el transcurso del conflicto se suicida. El GLA, sin embargo, no obtiene reconocimiento y las circunstancias los obligan a dejar de usar el nombre de los Vengadores. Después de descubrir que todos eran mutantes, el equipo decide cambiar su nombre a Great Lakes X-Men y adoptar nuevos disfraces.

### Especial GLX-Mas
Durante el GLX-Mas Special, el equipo se enfrentó al Dr. Tannenbaum, quien había lanzado un ejército de árboles de Navidad vivos sobre los ciudadanos de Wisconsin. Más tarde, el Sr. Immortal salva al nuevo compañero de Chica Ardilla, Tippy Toe, de Deathurge que estaba tratando de matarla, como parte de una prueba que le dio Oblivion, para recuperar su trabajo.

### Campeones de los Grandes Lagos
El equipo está invitado al torneo anual de póquer de superhéroes. Al final, Flatman gana el torneo con una escalera de color, superando los cuatro cuatros de Thing. Debido a que se desalienta al equipo de usar los nombres X-Men o Defensores por parte de esos equipos, sus miembros se inspiran para cambiarse el nombre de Campeones de los Grandes Lagos, a pesar de las protestas del exmiembro de Campeones de Los Ángeles, Hércules.

### La Iniciativa
Después de la historia de 2006, "Civil War", todos los campeones de los Grandes Lagos se han registrado en el gobierno de los Estados Unidos según lo exige la Ley de Registro de Superhumanos, como se revela cuando Deadpool intenta por error detenerlos por violar la Ley, solo para ser derrotados e informados que ya se habían registrado.
El Sr. Immortal y sus compañeros de equipo son designados como el grupo de la Iniciativa de Wisconsin, por lo que se les conoce como la Iniciativa de los Grandes Lagos. Se les da una misión de rescate para salvar a Dionysus después de que cayó del Monte Olimpo y fue capturado por A.I.M., quien planea usar sus poderes para causar inestabilidad mental en todos los superhéroes que considera una amenaza. Durante la tarea, Deadpool, que había sido reclutado como miembro de reserva por Flatman, lo embosca a él y al Sr. Immortal, y envía a otros que intentan desalojarlo de la sede del equipo. Sr. Immortal ayuda a expulsar a Deadpool simplemente viviendo en el futuro. Allí se encuentra con una Chica Ardilla que viaja en el tiempo y la convence de que necesita volver al pasado y desalojar a Deadpool. La Chica Ardilla regresa y hace exactamente eso.

### Invasión Secreta
Durante la historia de Invasión Secreta de 2008, el equipo se enfrentó a un Skrull disfrazado de Saltamontes, con la ayuda de Gravedad y Catwalk. Mientras que el Sr. Immortal se sorprendió por el descubrimiento, Gran Bertha pensó que era ridículamente obvio. Más tarde parecieron darle la bienvenida a Gravedad como líder del equipo, después de que se transfiriera a Wisconsin por Norman Osborn.

### El Miedo Mismo
Durante la historia de Fear Itself de 2011, el equipo se enfrenta a Hombre Asbestos, quien se aprovecha del miedo y el caos que está sucediendo. Ninguno del grupo desea tocar al hombre debido a la toxicidad de su traje. El Sr. Inmortal lo convence de que se rinda a cambio de ser recordado por los demás.

### Los Vengadores de los Grandes Lagos (serie de 2016)
En la serie en curso The Great Lakes Avengers, se revela que el equipo se había disuelto y se habían ido por caminos separados hasta que Flatman recibe la visita de Connie Ferrari, una abogada que representa a los verdaderos Vengadores, quien le informa que el GLA se ha restablecido como un permanente además de los Vengadores. Flatman se reúne con Gran Bertha y Doorman, aunque Sr. Immortal y Chica Ardilla son inalcanzables. Mientras el equipo se muda a Detroit, Míchigan y llega a su nueva sede, una fábrica propiedad de Tony Stark, se revela que el Sr. Immortal está enterrado vivo en un cementerio. Más tarde se revela que hizo esto como una forma de lidiar con su problema con la bebida. El Sr. Immortal luego es traído de regreso a la superficie por Doorman, quien lo lleva a ayudar a los demás, quienes fueron arrestados después de una pelea en un bar y llevados a la cárcel. Después de que Connie Ferrari sacó al equipo, pudo incluir a Goodness Silva en el grupo, donde toma el nombre de Good Boy. Después de que el equipo descubre que Dick Snerd los cerró, el Sr. Immortal regresa y lleva a Flatman a patrullar, donde expresa su deseo de cambiar su vida. Durante su patrulla, el Sr. Immortal y Flatman resuelven sus problemas entre ellos y acuerdan trabajar juntos. Al regresar al cuartel general, Sr. Immortal y Flatman se enteran de que Bertha y Good Boy tomaron como rehén a Dick Snerd (Nain Rogue). Durante una discusión con Bertha, se revela que él le había propuesto matrimonio a Bertha, pero rompió su compromiso cuando ella quería volver a su carrera como modelo y también porque sintió que se había mudado pronto. Cuando Connie visita su base, Sr. Immortal, Flatman y Bertha intentan mantener en secreto el secuestro de Nain, pero ella se entera rápidamente. Después de ver que Good Boy maltrató a Snerd, el equipo lo deja en el hospital.
Después de que Connie le dice al equipo que se mantengan ocultos durante un par de días, Bertha va a un concierto de modelaje mientras que el Sr. Immortal y Flatman reciben la visita del hermano de Good Boy, Lucky, quien le dice que deben irse de la ciudad debido a lo que le hizo a Nain Rogue. Más tarde, mientras arreglan el Flatmobile, Sr. Immortal y Flatman reciben un mensaje de texto de Bertha, quien resultó herida mientras luchaba contra el Dr. Nod y su escuadrón. Durante la batalla, el Dr. Nod toma más suplementos para bajar de peso, volviéndose mucho más grande y monstruoso. El Sr. Inmortal luego sugiere al equipo que realice una maniobra, que hace que Doorman y el Sr. Inmortal entren en el cuerpo del Dr. Nod. Una vez dentro, Sr. Immortal logra matar al Dr. Nod dándole un puñetazo en el corazón. Después de su victoria, Deadpool visita al equipo y les dice que han sido despedidos y que ya no pueden usar el nombre de los Vengadores, dejándolos confundidos.

### Hulk Inmortal
En The Immortal Hulk # 20 y # 24, el cuerpo de Sr. Immortal se puede ver junto con un marchito Bruce Banner, después de que este último entró en contacto con One Below All, el aspecto malvado de One Above All.

## Poderes y habilidades
Sr. Immortal es un mutante con el poder de la inmortalidad, que permite que su cuerpo se regenere de cualquier lesión, incluidas las que matarían a los humanos comunes. Aunque las lesiones que son lo suficientemente traumáticas parecen matarlo al menos inicialmente, su poder regenerativo hace que vuelva a la vida en cualquier lugar entre diez minutos y segundos. Esta curación rápida se manifiesta solo en respuesta a lesiones nominalmente fatales: cuando no tiene una lesión fatal, se cura a un ritmo humano normal, aunque tales lesiones tienden a curarse rápidamente la próxima vez que muere. Esta habilidad parece ser inconsciente, ya que ha intentado suicidarse en numerosas ocasiones, solo para salir ileso después. Se ha recuperado de haber sido baleado, asfixiado, apuñalado, ahogado, aplastado, muerto de hambre, deshidratado, explotado, envenenado, decapitado, irradiado e incinerado. Al revivir, a menudo se enfurece mucho debido al dolor de la muerte. Durante el mandato de Dinah Soar como su compañera de equipo, ella podía emitir una vocalización, inaudible para los humanos, que podría sacarlo de este estado, que Flatman especuló que es de naturaleza hipersónica. El cuerpo del Sr. Inmortal no envejece.
Si bien los poderes de la mayoría de los mutantes se manifiestan en la adolescencia, la habilidad del Sr. Immortal no se hizo evidente hasta que intentó suicidarse por primera vez. Recuperó la conciencia minutos después, solo para descubrir que estaba vivo y completamente curado. Deathurge le explicó una vez que él es un mutante, pero no un Homo sapiens superior, la subespecie más familiar de mutante que simplemente ha dado el siguiente paso en la evolución, sino que es el paso final en la evolución humana: un hombre que ha evolucionado más allá. la muerte misma, y por lo tanto es el Homo sapiens supremo. También explicó que estará presente hasta el final del universo y a quien se le revelará su secreto final.
Como se ve durante ciertas peleas en The West Coast Avengers vol. 2 #46 y GLA: Misassembly #4, Sr. Immortal parece ser muy acrobático y atlético además de su poder mutante.

## En otros medios
- Sr. Immortal iba a aparecer en New Warriors, interpretado por Derek Theler,[28][29] antes de que la serie fuera cancelada.[30]
- Sr. Immortal aparece en el episodio de She-Hulk: Attorney at Law (2022), "Just Jen", interpretado por David Pasquesi.[31] Esta versión tuvo muchos matrimonios con sus exesposas Cheryll, Amy, Taylor y su exesposo Sebastian. Cada vez que se aburría, fingía su propia muerte, dejándolos a su suerte, pensando que estaba muerto. Usó alias falsos cada vez y los manipuló, incluso dejando atrás a su propio hijo. Al final hicieron un acuerdo, en recibir partes iguales del oro de Cromwell, además de una sincera disculpa con contacto visual durante veinte segundos.